# BorsodChem
Wanhua-BorsodChem er en ungarsk kemikoncern med hovedkvarter i Kazincbarcika. Det er siden 2011 et datterselskab til kinesiske Wanhua Chemical Group. De er specialiseret i isocyanater (MDI, TDI), PVC og klor-alkali (vinyl). Den primære produktion foregår i Kazincbarcika, Ungarn. Desuden er der produktion i Ostrava, Tjekkiet og Kędzierzyn-Koźle, Polen. Der er et forsknings- og udviklingscenter i Gödöllő.